# 吉田禎吾
吉田 禎吾（よしだ ていご、1923年2月26日 - 2018年5月29日）は、日本の人類学者。東京大学名誉教授。1999年勲三等瑞宝章受章。

## 経歴
1923年、東京で生まれた。東京帝国大学文学部心理学科で学び、1947年に卒業。
卒業後は、東京学芸大に奉職後、1949年ガリオア留学生としてオレゴン大に学ぶ。1953年九州大学教育学部助教授に就任。1969年、東京大学教養学部教授となった。1983年に東京大学を定年退官し、1987年に東京大学名誉教授となった。1985年、学位論文『神秘性の構造：宗教人類学再考』を慶応義塾大学に提出して文学博士号を取得。東京大学を退任後も、聖心女子大学教授、慶應義塾大学客員教授、桜美林大学教授として教鞭をとると同時に、研究を続けた。

## 受賞・栄典
- 1999年、勲三等瑞宝章受章[2]。

## 研究内容・業績
専門は宗教人類学。デュルケームやモースなどの社会人類学、クロード・レヴィ＝ストロースなどの文化人類学の研究手法を受け継いだ。
九州大学時代は九州、四国、山陰での村落調査に従事。1974年、バリ島での調査を行う。

## 著作

### 著書
- 『未開民族を探る 失われゆく世界』社会思想社(現代教養文庫) 1965
- 『呪術 その現代に生きる機能』講談社現代新書 1970
- 『日本の憑きもの』社会人類学的考察 中公新書 1972
  - 復刊 1999年
- 『魔性の文化誌』研究社出版 1976
- 『宗教と世界観』文化人類学的考察 九州大学出版会 1983
- 『宗教人類学』東京大学出版会 1984
- 『バリ島民 祭りと花のコスモロジー』弘文堂 1992

### 共編著
- 『人類学入門』寺田和夫共著、東京大学出版会 1974
- 『社会人類学』蒲生正男共編、有斐閣双書 1974
- 『文化人類学読本』東洋経済新報社 1975
- 『漁村の社会人類学的研究：壱岐勝本浦の変容』東京大学出版会 1979
- 『祭りと芸能の島バリ』田村史子共著、音楽之友社 1984
- 『コスモスと社会：宗教人類学の諸相』宮家準共編、慶應通信 1988
- 『異文化の解読』平河出版社 1989.6
- 『レヴィ=ストロース』清水書院(Century books 人と思想) 1991
  - 新版 2015年

### 訳書
- 『呪術』J.A.ロニー著、白水社(文庫クセジュ) 1957
- 『人類学入門』エヴァンス＝プリチャード著、弘文堂 1970
- 『レヴィ=ストロース』エドマンド・リーチ著、新潮社 1971
  - 文庫化 ちくま学芸文庫 2000
- 『国家の形成』(現代文化人類学 3)ローレンス・クレーダー（英語版）著、丸山孝一共訳、鹿島研究所出版会 1972
- 『右手の優越：宗教的両極性の研究』ロベール・エルツ著、内藤莞爾・板橋作美共訳、垣内出版 1980
  - 文庫化 ちくま学芸文庫 2001
- 『未開と文明』ジャック・グディ（英語版）著、岩波現代選書 1986
- 『文化の解釈学』(2巻) クリフォード・ギアーツ著、岩波現代選書 1987
- 『バリの親族体系』クリフォード&ヒルドレッド・ギアツ著、鏡味治也共訳、みすず書房 1989
- 『象徴的分類』ロドニー・ニーダム 白川琢磨共訳 みすず書房 1993
- 『ズニ族の謎』ナンシー・Y・デーヴィス著、白川琢磨共訳、ちくま学芸文庫 2004
- 『神話論理IV』[3]裸の人-1　クロード・レヴィ＝ストロース著、木村秀雄・中島ひかる・廣瀬浩司・瀧浪幸次郎共訳、みすず書房 2008
- 『神話論理IV』裸の人 2　クロード・レヴィ=ストロース著、渡辺公三・福田素子・鈴木裕之・真島一郎共訳、みすず書房 2010
- 『贈与論』マルセル・モース著、江川純一共訳、ちくま学芸文庫 2009

### 記念論集
- 『儀礼と象徴 文化人類学的考察』(吉田禎吾教授還暦記念論文集) 江淵一公・伊藤亜人編、九州大学出版会 1983